# GRG

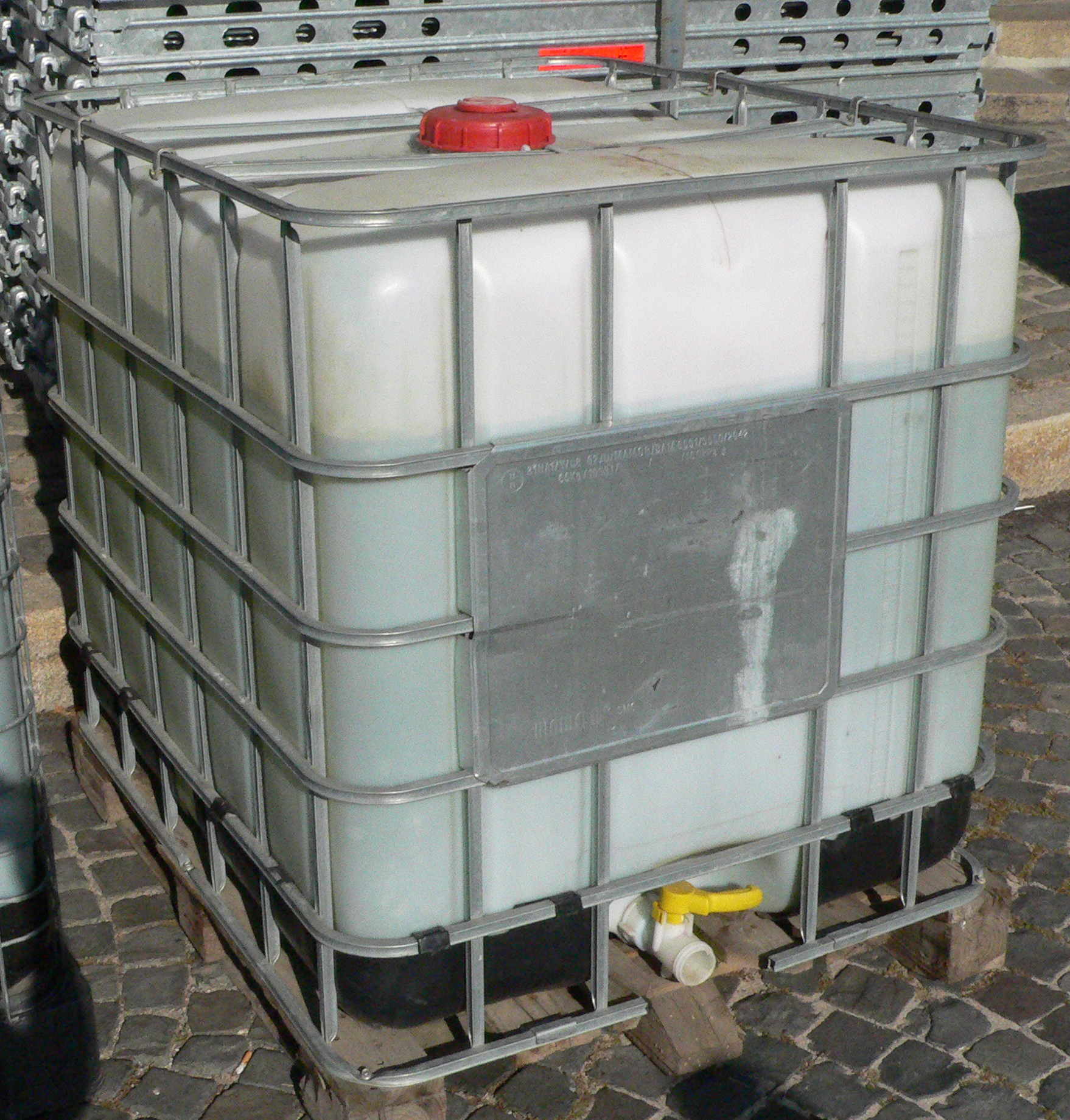
Contenedor GRG

GRG son las siglas de Gran Recipiente para mercancías a Granel. Es un embalaje transportable rígido o flexible habitualmente de plástico o metal. 
Tiene una capacidad máxima de 3 m³, aunque los habitualmente usados son de 1 m³, y se puede emplear tanto para materias sólidas como líquidas. Están acondicionados para su manipulación mecánica mediante carretilla elevadora o traspaleta.
"IBC proviene de sus siglas en inglés Intermediate Bulk Container, es un contenedor, usualmente de 1000 litros (El modelo más extendido), para el transporte de materiales líquidos.
Por norma general están fabricados en plástico, acero o ambos, aunque se está extendiendo el uso de IBC de cartón (Octobines).
También son conocidos con otras nomenclaturas, dependiendo del lugar, en Alemania se los conoce como KTC, y aunque el uso más extendido es contenedor IBC.  En algunos países de habla hispana se los denomina GRG, acrónimo de Gran Recipiente de mercancías a Granel."